# Leona Lewis
Pour les articles homonymes, voir Lewis.
 (janvier 2024).
Si vous disposez d'ouvrages ou d'articles de référence ou si vous connaissez des sites web de qualité traitant du thème abordé ici, merci de compléter l'article en donnant les références utiles à sa vérifiabilité et en les liant à la section « Notes et références ».
Leona Louise Lewis, née le 3 avril 1985 à Islington (Londres), est une chanteuse britannique.
Gagnante de la troisième saison de l'émission The X Factor, elle est la première femme britannique à accéder au top des charts américains avec Bleeding Love depuis You Keep Me Hangin' On de Kim Wilde en 1987.

## Biographie

### Enfance
Leona Louise Lewis est d'origine guyanienne par son père et galloise par sa mère. Elle raconte : « J'adorais écouter Minnie Riperton et Anita Baker et les stars des années 90 comme Whitney Houston, Mariah Carey, Oleta Adams et Eva Cassidy. J'ai décidé de devenir chanteuse à l'âge de 6 ans »[réf. nécessaire]. Elle écrit sa première chanson à l'âge de 12 ans et compte plus de 100 chansons à son actif jusqu'à ce jour. Parmi ses thèmes favoris figurent : l'adolescence, l'amitié, l’amour, le passage délicat de la vie d'une jeune fille à celle d'une jeune femme. Elle remporte un peu plus tard plusieurs concours de talents. À l'âge de 13 ans, elle chante My Heart Will Go On de Céline Dion lors d'un concours qu'elle gagne.
Elle a aussi été une camarade de classe de la chanteuse Adele[réf. nécessaire].

### Best Kept Secret(2005)
Malgré les tentatives précédentes des avocats de Leona Lewis d'interdire la publication de l'album Best Kept Secret par UEG Music, affirmant que la chanteuse n'avait pas donné son consentement, l'album est sorti en janvier 2009, la même année que son second album "Echo", lorsque le label revendiqua qu'il détenait les droits de la musique et que Leona Lewis recevrait une part de 50 % des bénéfices de l'album. Toutefois, une publicité télévisée pour l'album a été interdit par l'Advertising Standards Authority, qui a déclaré dans un communiqué: « Nous avons considéré que le nouvel album de Leona Lewis a été faussement revendiqué comme le dernier enregistrement de la chanteuse plutôt que comme un nouveau CD de titres enregistrés il y a quelques années. ». L'album, aux sonorités electros, est sorti sur iTunes dans les éditions standard et deluxe, et deux chansons Private Party et Dip Down/Joy, ont été publiés en septembre 2009.

### The X Factor(2006)

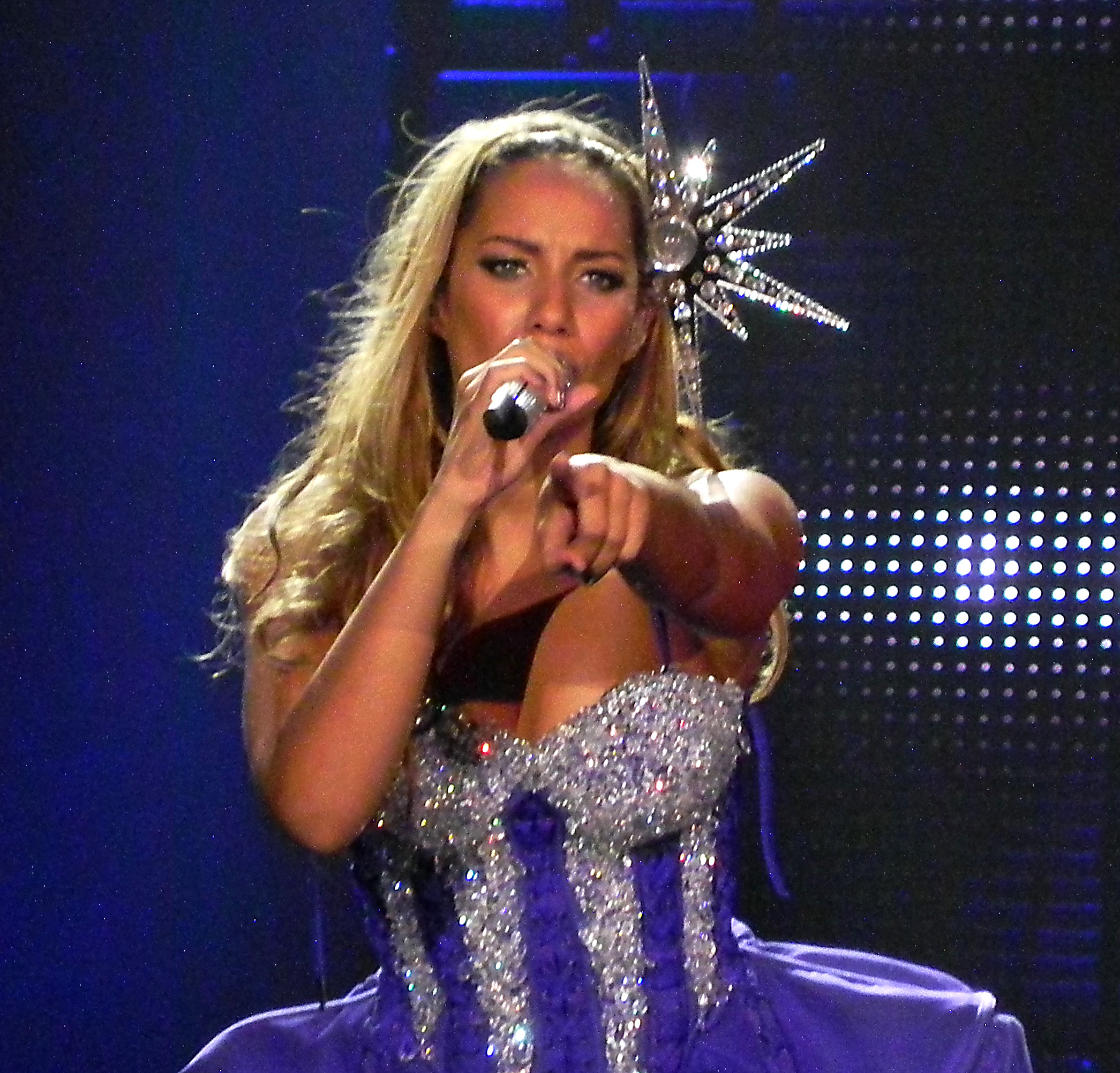
Leona Lewis interprétant Bleeding Love durant le concert de The Labyrinth Tour.

En 2006, après les études, Leona enchaîne les petits boulots pour pouvoir se payer un enregistrement en studio. L'album qu'elle a enregistré, nommé " Twilight " n'est pas commercialisé, sa carrière ne décolle donc pas, elle décide alors d'abandonner. Son petit ami réussit à la convaincre d'auditionner pour la 3e saison de The X Factor, équivalent anglais de la Nouvelle Star, en y interprétant Over The Rainbow. Elle est retenue. Elle impressionne le jury en interprétant All By Myself où elle montra toute l'étendue de sa puissance vocale. Elle passe tous les primes jusqu'en décembre 2006 où elle remporte la finale avec 60 % des votes du public, soit environ 5 millions de votants pour elle sur 8 millions. Elle remporte 1 million de livres et un contrat avec Sony-BMG. Elle a annoncé qu'elle raconterait son expérience de X Factor en détail et en photos dans une autobiographie à paraître en octobre 2009.

### Spirit(2007-2008)
Après sa victoire, Leona part enregistrer un album entre Londres, Atlanta, Miami ou Los Angeles avec les producteurs Dallas Austin (Madonna, Michael Jackson), J.R. Rotem (50 Cent, Britney Spears) ou encore Walter Afanasieff, l'alter ego dans l'écriture de Mariah Carey (qui a également travaillé pour Céline Dion, Christina Aguilera). La jeune artiste participe à l'écriture de son album, en racontant des histoires plus ou moins vécues.
Son premier single, A Moment Like This, qui est une reprise de la chanson de Kelly Clarkson, signe un nouveau record avec plus de 50 000 téléchargements une heure seulement après sa sortie. Elle livre son deuxième single Bleeding Love en octobre 2007, produit par Ryan Tedder, du groupe One Republic, et par Jesse McCartney. La chanson se classe numéro 1 des ventes dans 35 pays, dont le Royaume-Uni, les États-Unis, la France ou encore l'Australie. Bleeding Love est le cinquième plus grands succès de tous les temps pour une artiste féminine, avec près de 13 millions de CD vendus dans le monde.
Le 9 novembre 2007, presque un an après The X Factor, Leona Lewis sort son premier album intitulé Spirit, qui se classe 3e la première semaine avec 391 000 copies vendues dans le monde. L'album se classe également 1er dans plusieurs pays comme l'Irlande, le Royaume-Uni, l'Australie et les États-Unis. Aujourd'hui, environ neuf millions de copies aurait été vendues à travers le monde. Cet album a battu plusieurs records de vente dans le monde entier, et a obtenu le titre de premier album le plus vendu de tous les temps pour une jeune artiste. C'est aussi le CD qui s'est le plus vendu en 2008 en Angleterre.
Grâce à Spirit, Lewis a accédé à la célébrité internationale, devenant l'une des artistes les plus convoitées et faisant la couverture de nombreux magazines. Elle est ainsi considérée comme l'une des personnalités les plus appréciées des Anglais, étant même une icône pour toute une génération, principalement des 14-18 ans.
Leona a participé à la cérémonie de clôture des Jeux Olympiques (J.O.) de Pékin avec le footballeur David Beckham afin de présenter les prochains J.O. de Londres en 2012. Elle a interprété le titre Whole Lotta Love en duo avec le guitariste de Led Zeppelin, Jimmy Page.

### Echo(2009)

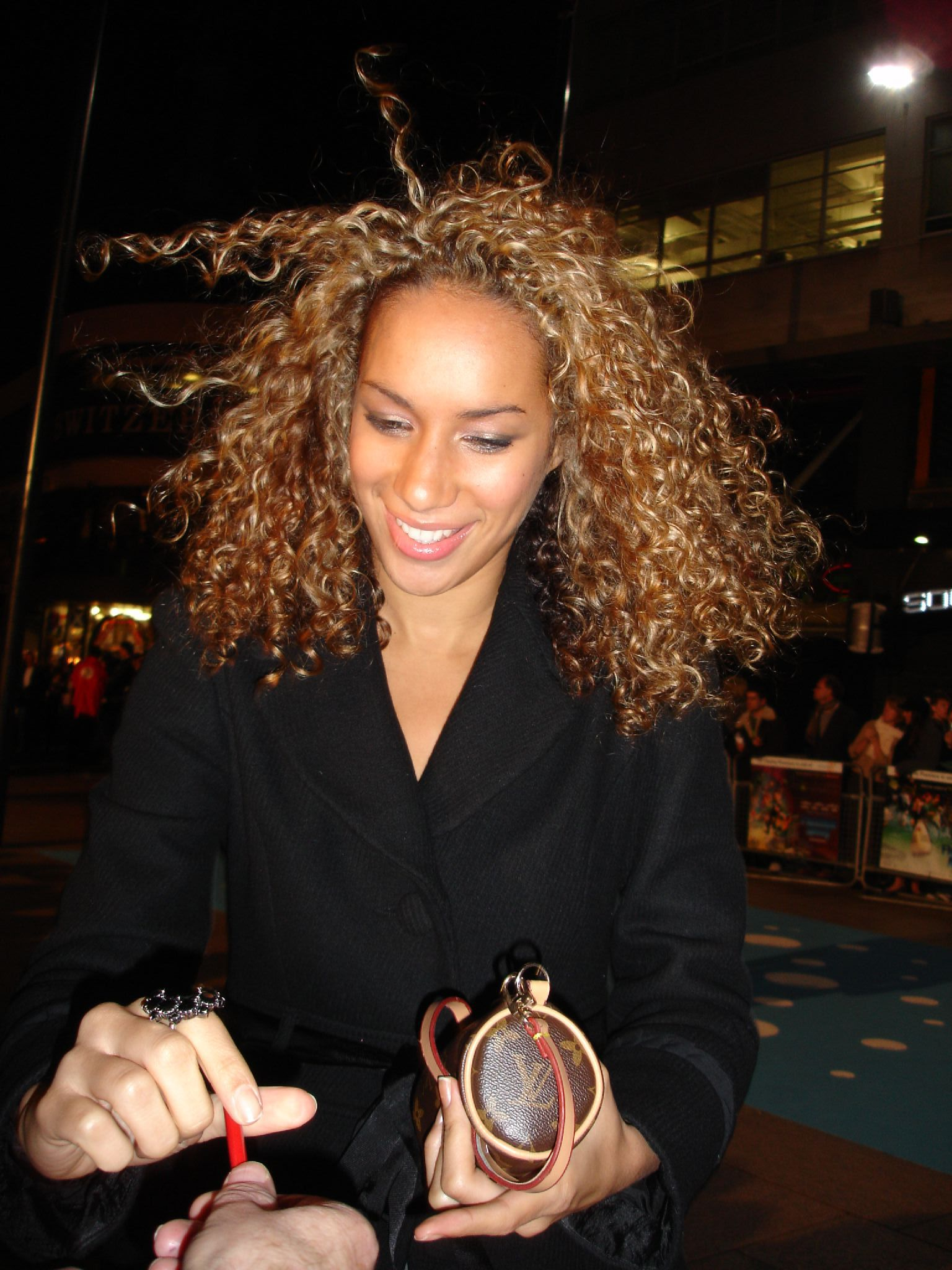
Leona signe des autographes à Londres.

Le deuxième album de Leona Lewis, Echo, est sorti en novembre 2009. La production a eu lieu tout au long de 2009, en collaboration avec Ryan Tedder, Justin Timberlake, Max Martin, Arnthor Birgisson, Kevin Rudolf, et John Shanks. Il a été enregistré à Los Angeles, la production a pris neuf mois. Echo est plus axé sur la guitare par rapport à Spirit. Une des chansons de l'album, My Hands, a été choisi pour être la chanson thème des éditions nord-américaines et européennes du jeu vidéo Final Fantasy XIII. L'album s'est, à ce jour, vendu à plus de3,5 millions d'exemplaires dans le monde.
Le premier single extrait de Echo est Happy, qui a été écrit par Leona Lewis, Tedder et Evan Bogart et produit par Tedder. Le single est sorti le 15 septembre 2009.
En 2009, Lewis a co-écrit une chanson avec Billy Steinberg, Josh Alexander et Ruth-Anne Cunningham intitulée Perfection, qui apparaît sur l'album Ready for Love de la chanteuse Tata Young. Lewis a aussi enregistré la chanson thème du film Avatar, I See You.
La jeune chanteuse britannique a également chanté pour Sex and the City en duo avec Jennifer Hudson sur une chanson intitulée Love Is Your Color.
Leona Lewis a effectué son premier grand show au Royaume-Uni au Hackney Empire, à Londres, le 2 novembre 2009, en interprétant des chansons de Spirit et Echo. Sa toute première tournée au Royaume-Uni a débuté en mai 2010 et s'est terminée en juillet 2010. Elle s'est inspirée du film Labyrinth  avec David Bowie pour créer le thème de cette tournée.
Le CD/DVD de sa tournée sort le 29 novembre 2010, alors que Leona Lewis prépare son troisième album prévu pour 2011. Celui-ci sera différent des autres d'après la chanteuse qui le décrit comme étant plus sombre.
D'autre part, des producteurs tels que Ne-Yo, Yung Berg, Ryan Tedder et JR Rotem travaillent aussi sur le projet, tout comme [[Simon Cowell|Simon Cowell[réf. nécessaire]]].
Le premier single "Collide" tiré de son 3e album est passé sur BBC Radio 1 le 16 juillet, il s'agit d'un Uptempo, il a été écrit par Autumn Row et produit par Sandy Vee (Rihanna "Only girl" "S&M" ; Katy Perry "Firework"...). Le single sorti en juillet 2011.

### L'affairePenguin/Collide
En 2011, une vidéo a créé un débat entre les fans de Leona Lewis et ceux d'Avicii. En effet, Avicii avait au début de décembre 2010 samplé la chanson Perpetuum Mobile, samples qu'il avait travaillé (alors connu sous le nom de Penguin) puis il y a ajouté un vocal qui est devenu Fade into Darkness.
Puis le 15 juillet 2011 parut sur la page Vevo de Leona Lewis sur YouTube une chanson nommée Collide qui reprit presqu'exactement la même version instrumentale que la chanson Penguin d'Avicii à laquelle est greffé un vocal proche de celui d'Avicii. On apprend que la personne à l'origine de cette copie est Sandy Vee, qui l'indique sur son compte Facebook et qui considère que mettre Tim Bergling à la fin des crédits est suffisant, et s'ensuivent plusieurs jours d'échanges acerbes entre les fans des deux artistes : une partie se sentant spoliée et l'autre indiquant que Leona Lewis rendrait Avicii plus célèbre ou que la faute de ce plagiat incombe aux producteurs et non à la chanteuse.
Le single est finalement sorti comme une collaboration entre Leona Lewis et Avicii.

### Glassheart(2012)
En juillet 2011, Leona Lewis dévoile le premier single de son nouvel album, Collide. Ce titre rencontra de nombreux soucis, du fait que le producteur de la chanson avait tout simplement copié un titre du DJ Avicii. Finalement, Leona Lewis indique que le titre Collide est en duo avec Avicii.
Initialement prévu le 26 novembre 2011, l'album sera repoussé d'un an.
Toutefois, afin de faire patienter ses fans jusqu'au printemps 2012, Leona dévoile un EP sorti en décembre 2011 contenant les titres Colorblind, Iris et une reprise de Hurt du groupe de Rock Industriel Nine Inch Nails.
L'album Glassheart sorti le 15 octobre 2012 en Europe seulement. Il fut précédé du single Trouble qui sortit le 7 octobre 2012.

### Glassheart TouretChristmas, With Love(2013)
En 2013, Leona Lewis part en tournée. Elle interprétera des chansons de ses trois albums en Angleterre. C'est durant sa tournée qu'elle entamera le processus de création de son quatrième album Christmas, With Love. Cet album est le premier album de Noël de Leona Lewis et il est inspiré par le Motown. On y trouve quelques nouvelles compositions et des titres de Noël classiques comme O Holy Night'. Christmas With Love sorti le 2 décembre 2013 à la suite de la sortie du single One More Sleep en novembre 2013. Le single finira numéro 3 sur le UK Singles Chart ce qui fit de Leona Lewis la première anglaise à avoir 8 singles dans le Top 5 en Angleterre.

### Walking On SunshineetI Am(2014-2015)
En juin 2014, un film intitulé Walking On Sunshine, sort dans les salles de cinéma. Cette comédie musicale est le premier film de Leona Lewis. Elle interprète quelques chansons durant le film. C'est durant cette période que Leona Lewis annonce à travers une lettre pour ses fans qu'elle a quitté le label de Simon Cowell, Syco, en faveur de Island Records UK, dut à des différences au niveau de son prochain album et pour rester fidèle à elle-même. À ce moment, Leona Lewis avait déjà commencé l'enregistrement de son cinquième album sans savoir si un autre label allait l'accueillir.
En décembre 2014, Leona Lewis a publié un vidéo où elle interprète un extrait de sa nouvelle chanson Fire Under My Feet. Dans les mois qui suivent, Leona Lewis sort un autre vidéo qui la présente en train d'enregistrer les chansons I Am et Thank You pour son nouvel album. Ce n'est qu'en avril 2015 que Leona Lewis dévoilera ces chansons lors d'une performance privée à Londres. Elle y interprète le single, Fire Under My Feet, et les chansons I Am, I Got You, Ladders et Thank You. Un peu plus tard, le nom de l'album est dévoilé: I Am. Le single Fire Under My Feet sort en mai 2015 avec un vidéoclip. Quelques mois plus tard, Leona Lewis dévoile les chansons Thunder et I Am comme single. I Am sortira le 11 septembre 2015 et devrait être l'album le plus personnel de Leona Lewis.

### Queen of Drags(2019)
En novembre 2019, elle est invitée en tant que membre du jury dans l'émission de téléréalité allemande Queen of Drags aux côtés de la mannequin germano-américaine Heidi Klum, du chanteur allemand Bill Kaulitz et du chanteur autrichien Conchita Wurst.

### Vie privée
Leona Lewis est végétarienne depuis l'âge de 12 ans. En 2008, elle remporte le PETA's Sexiest Vegetarian.
Leona a rompu avec son ex compagnon Lou Al Chamaa, après environ 12 ans de relation ; depuis 2010, elle est en couple avec un de ses danseurs Dennis Jauch avec lequel elle se marie le 27 juillet 2019. Leona annonce au mois de mars 2022 sa grossesse et accouche d’une petite fille prénommée Carmel Allegra le 22 juillet 2022.

## Carrière et chiffres
Pendant 4 années, la jeune chanteuse britannique a vendu près de 35 millions de CD à travers le monde. Son premier album totalise les 9 millions d'exemplaires, 30 fois disque de platine et 12 fois disque d'or, Echo, le deuxième, a connu moins de succès avec 2,3 millions de ventes. Concernant ses singles, elle a vendu 13 millions de copies du titre Bleeding Love. Better in Time s'est vendu à plus de 5,6 millions d'exemplaires, et Happy à 2 millions.

## Bleeding Love
Bleeding Love est une chanson R&B/pop/ballade écrite par Ryan Tedder, Leona Lewis et le chanteur Jesse McCartney1 et produite par Tedder pour le premier album de Leona Lewis, Spirit2, qui débute sur cette chanson. Le single est sorti dans le monde entre octobre 2007 et mars 2008.
La chanson est également sur l'album de Jesse McCartney, Departure. Bleeding Love est le cinquième plus grand succès de tous les temps pour une artiste féminine, il se serait vendu à plus de 13 millions d'exemplaires.

## Discographie

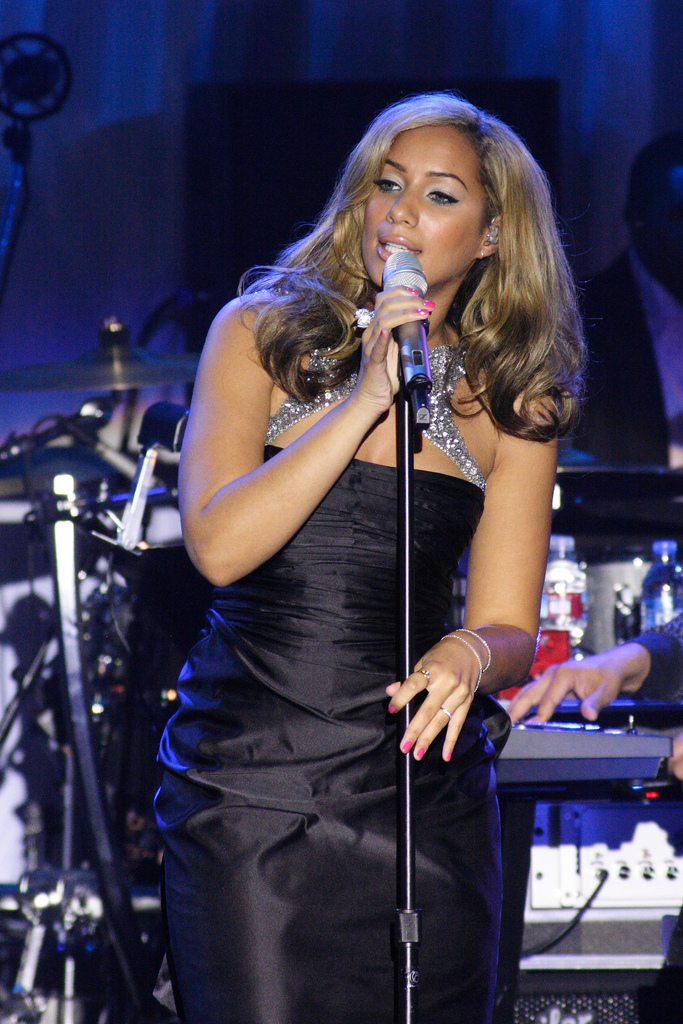
Leona Lewis en concert à Los Angeles en 2009.

### EP
- 2011 : Hurt: The EP (sortie le 9 décembre)[11]

### Singles
- 2006 : A Moment Like This
- 2007 : Bleeding Love
- 2008 : Better in Time
- 2008 : Footprints In The Sand
- 2008 : Just Stand Up!
- 2008 : Forgive Me
- 2008 : Run
- 2009 : I Will Be
- 2009 : I See You (Theme from Avatar) (bande originale du film Avatar)
- 2009 : Happy
- 2010 : I Got You
- 2010 : My Hands (Theme de Final Fantasy XIII) bande originale du jeu vidéo Final Fantasy XIII
- 2011 : Collide (feat. Avicii)
- 2012 : Trouble
- 2012 : Lovebird
- 2013 : One More Sleep
- 2015 : Fire Under My Feet
- 2015: I Am
- 2015: Thunder

## Filmographie
- 2014 : Je t'aime à l'italienne (Walking on Sunshine) (TV)